# Ferenc Székely

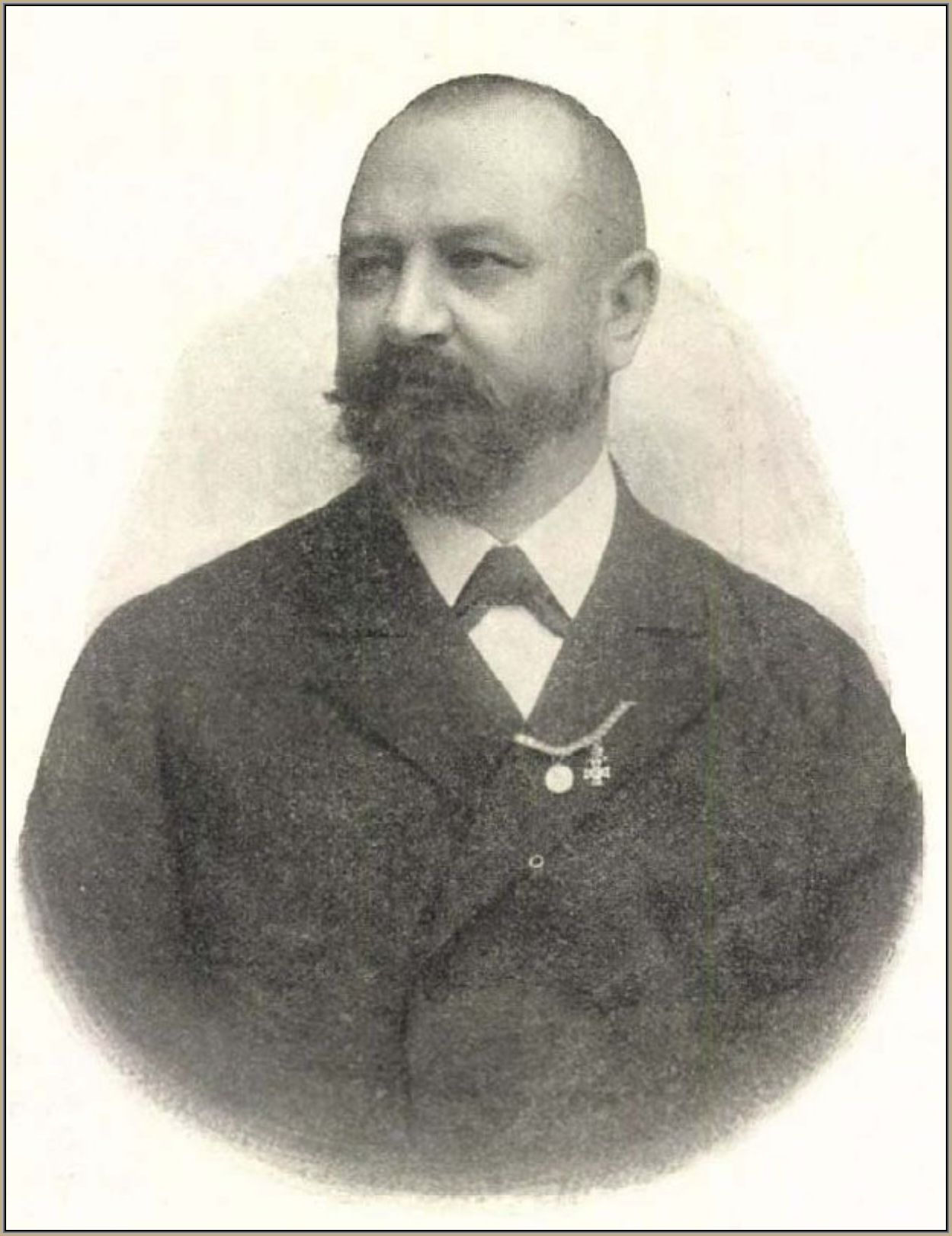
Ferenc Székely (1902)

Ferenc Székely (* 11. März 1842 in Szombathely, Komitat Vas; † 17. März 1921 in Budapest) war ein ungarischer Politiker, Jurist und Justizminister.

## Leben
Székely war nach dem Jurastudium als Assessor im k.u. Justizministerium angestellt. Ab 1871 war er in Debrecen Stellvertreter des Generalstaatsanwalts (főügyész-helyettes), und war von 1890 bis 1900 Richter an der Kúria, dem Obersten Gerichtshof des Königreichs Ungarn. Anschließend war er Generalstaatsanwalt in Budapest und wurde 1902 Kronanwalt (koronaügyész) – zur Zeit des Königreichs Ungarn das höchste juristische Amt. Von 17. Januar 1910 bis 4. Januar 1913 war Székely Justizminister in den Kabinetten der Ministerpräsidenten Károly Khuen-Héderváry und László Lukács. Von 1910 bis 1918 war er Reichstagsabgeordneter seiner Geburtsstadt für die Nationale Partei der Arbeit (Nemzeti Munkapárt).